# Sophie de Plaisance

Sophie de Plaisance

Sophie de Plaisance, född de Marbois-Lebrun 1785, död 1854, var en fransk hertiginna. 
Hon var född i USA som dotter till Frankrikes ambassadör, François Barbé-Marbois, och gifte sig 1802 med den franska hertigen Charles-François Lebrun, duc de Plaisance, med vilken hon fick en dotter. Paret separerade tidigt. Hon var förmögenhet och skötte efter separationen själv sin ekonomi. 
Sophie de Plaisance är främst känd för sitt engagemang för Grekland. Hon lärde känna Ioannis Kapodistrias i Paris 1826, och agerade som finansiär av den grekiska sidan under den Grekiska frihetskriget. Efter Greklands självständighet bosatte hon sig i Grekland, och bodde från 1834 i Aten, där hon blev känd för sin excentriska livsstil. 